# 科曼山
73°49′S 64°18′W / 73.817°S 64.300°W
科曼山（英語：Mount Coman），是南極洲的山峰，位於帕爾默地，處於普萊費爾山脈以西，由美國探險隊發現，以醫生命名，現時由南極條約體系管理。